# Frederick Bernard Henry

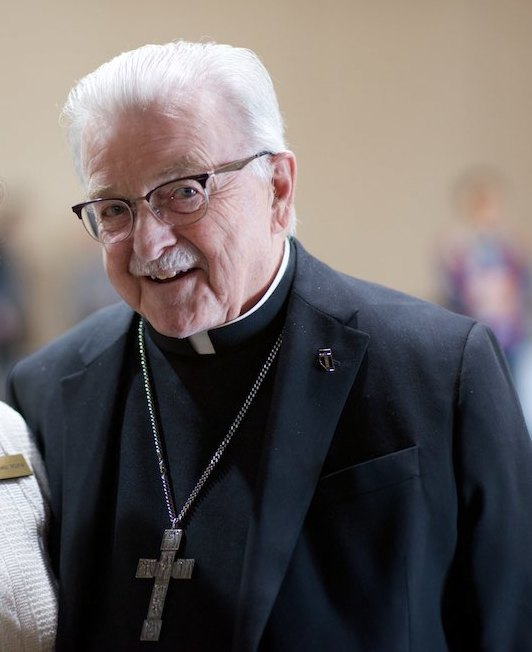
Frederick Bernard Henry (April 2017)

Frederick Bernard Henry (* 11. April 1943 in London (Ontario); † 3. Dezember 2024 in Calgary) war ein kanadischer Geistlicher und römisch-katholischer Bischof von Calgary.

## Leben
Frederick Bernard Henry empfing am 25. Mai 1968 die Priesterweihe.
Papst Johannes Paul II. ernannte ihn am 18. April 1986 zum Weihbischof in London und zum Titularbischof von Carinola. Die Bischofsweihe spendete ihm der Bischof von London, John Michael Sherlock, am 24. Juni desselben Jahres; Mitkonsekratoren waren Marcel André J. Gervais, Erzbischof von Ottawa, und Anthony Frederick Tonnos, Bischof von Hamilton.
Am 24. März 1995 wurde er zum Bischof von Thunder Bay ernannt und am 11. Mai desselben Jahres in das Amt eingeführt. Am 19. Januar 1998 wurde er zum Bischof von Calgary ernannt und am 19. März desselben Jahres in das Amt eingeführt.
Am 4. Januar 2017 nahm Papst Franziskus seinen vorzeitigen Rücktritt an.